# Distrikt Charat
Der Distrikt Charat liegt in der Provinz Otuzco in der Region La Libertad im Westen von Peru. Der Distrikt wurde am 14. Mai 1876 gegründet. Er besitzt eine Fläche von 65,8 km². Beim Zensus 2017 wurden 2626 Einwohner gezählt. Im Jahr 1993 lag die Einwohnerzahl bei 3598, im Jahr 2007 bei 3095. Die Distriktverwaltung befindet sich in der 2268 m hoch gelegenen Ortschaft Charat mit 203 Einwohnern (Stand 2017). Charat liegt 15 km nordöstlich der Provinzhauptstadt Otuzco.

## Geographische Lage
Der Distrikt Charat liegt zentral in der Provinz Otuzco. Entlang der nördlichen Distriktgrenze verläuft der Río Chicama (im Oberlauf Rio Grande) nach Westen.
Der Distrikt Charat grenzt im Westen an den Distrikt Otuzco, im Norden an den Distrikt Huaranchal sowie im Osten und im Süden an den Distrikt Usquil.

## Ortschaften
Im Distrikt gibt es neben dem Hauptort folgende größere Ortschaften:
- Callancas (575 Einwohner)
- Chacliandas
- Congoy
- Cungunday
- Júlgueda
- La Florida
- La Ramada
- Sañumás
- Tantaday
- Yacat